# Имени Балуана Шолака (Акмолинская область)
Имени Балуа́на Шола́ка (каз. Балуан Шолақ атындағы, до 1993 г. — Еркинды́к) — село в Буландынском районе Акмолинской области Казахстана. Входит в состав Капитоновского сельского округа. Код КАТО — 114041200.

## География
Село расположено в юго-центральной части района, на берегу реки Кайракты, на расстоянии примерно 48 километров (по прямой) к юго-западу от административного центра района — города Макинск, в 5 километрах к северо-востоку от административного центра сельского округа села — Капитоновка.
Абсолютная высота — 313 метров над уровнем моря.
Ближайшие населённые пункты: село Пушкино — на северо-востоке, село Капитоновка — на юго-западе.
Близ села проходит проселочная дорога «Капитоновка — Вознесенка», с выходом на автодорогу областного значения КС-1 «Жалтыр — Макинск».

## Население
В 1989 году население села составляло 193 человек (из них казахи — основное население).
В 1999 году население села составляло 139 человек (71 мужчина и 68 женщин). По данным переписи 2009 года, в селе проживало 67 человек (32 мужчины и 35 женщин).
| Численность населения | Численность населения | Численность населения |
| 1989                  | 1999                  | 2009                  |
| --------------------- | --------------------- | --------------------- |
| 193                   | ↘139                  | ↘67                   |

## Улицы[6]
- ул. Бейбитшилик
- ул. Еркиндык